# 赤山健太
赤山 健太（あかやま けんた、1974年7月25日 - ）は、東京都出身の俳優。グッドラックカンパニーに所属していた。

## 人物
身長175cm。体重52kg。
趣味は野球。特技はベース・ギター演奏、スキー。
学習院大学理学部卒。

## 出演作品

### テレビドラマ
日本テレビ
- 水曜ドラマ / 警視庁鑑識班2004（2004年） - 甲斐健太郎
- 架空OL日記（2017年） - 副支店長

TBS
- パナソニック ドラマシアター / ハンチョウ〜神南署安積班〜（2009年）
- 新しい王様（2019年）

フジテレビ
- 金曜プレステージ→金曜プレミアム
  - あなたの知るかもしれない世界 「愛犬が他人に咬みついてしまったら」（2013年）※ノンクレジット
  - ねじれた絆 赤ちゃん取り違え事件 42年の真実（2013年）
  - 新・奇跡の動物園 旭山動物園物語2015〜命のバトン〜（2015年）
- カスペ! / 8.12日航機墜落30回目の夏 生存者が明かす"32分間の闘い"～ボイスレコーダーの"新たな声"（2014年）
- 銭の戦争（2015年）

テレビ朝日
- 金曜ナイトドラマ / TRICK2（2002年）※ノンクレジット
- 仮面ライダーゴースト（2015年） - 白石[2]
- 相棒（2018年） - 半田

テレビ東京
- 経済ドキュメンタリードラマ ルビコンの決断 「「まずい」を「うまい」に変えたポカリスエット 大逆転のドラマ」（2009年）
- 牙狼-GARO- -魔戒ノ花-（2014年） - 眼鏡をかけた男
- ドラマ25 / 宮本から君へ（2018年）
- ドラマBiz / リーガル・ハート 〜いのちの再建弁護士〜（2019年）

テレビ埼玉
- 港古志郎警視（2012年）

WOWOW
- ドラマW→連続ドラマW
  - ご近所探偵TOMOE（2003年）
  - テミスの求刑（2015年）

NHK BS1
- 1964から2020へ 惨敗から立ち上がれ～水泳王国ニッポンへの道～（2016年）

### テレビ番組
- 日曜ビッグバラエティ / 池上彰のニッポンの大問題〜都知事選スペシャル（2016年）

### 映画
- 死に花（2004年）
- Believer（2004年）
- 東京伝説 蠢く街の狂気（2004年）
- アキハバラ@DEEP（2006年）
- パイルドライバー（2007年）
- 神様のパズル（2008年）
- ちっけった（2008年）
- 笑う警官（2009年）
- わさお（2011年）
- ツレがうつになりまして。（2011年）
- カイジ2 人生奪回ゲーム（2011年）
- 闇金ウシジマくん
  - 闇金ウシジマくん（2012年）
  - 闇金ウシジマくん ザ・ファイナル（2016年）
- 遺体 明日への十日間（2013年）
- 監禁探偵（2013年）
- 鷲と鷹（2014年）
- 渇き。（2014年）
- 寄生獣 完結編（2015年）
- 教育映画「聲の形」（2015年）
- 進撃の巨人（2015年）
- Alice in Dreamland アリス・イン・ドリームランド（2015年） - 黒（白）のナイト（声の出演）
- 劇場版 ウルトラマンX きたぞ!われらのウルトラマン（2016年） - カメラマン
- 64-ロクヨン- 前編/後編（2016年） - 小谷
- シン・ゴジラ（2016年） - 化学工場担当者
- 昼顔（2017年）
- 恋は雨上がりのように（2018年）
- レディ in ホワイト（2018年）
- クロノス・ジョウンターの伝説（2019年）
- 轢き逃げ 最高の最悪な日（2019年）
- 空母いぶき（2019年）
- 三大怪獣グルメ（2020年） - 中山信吾
- 神田川のふたり（2022年） - カラオケボックス店員
- 物体 妻が哲学ゾンビになった（2023年）

### 配信ドラマ
- めいど in あきはばら（2005年）
- 893239 ～墨田区の地場産業編～（2007年）
- 裏ホラー（2008年）
- のぞき穴 風呂場編（2012年）
- RETURN（2012年）
- でぶせん（2016年）
- 龍が如く 魂の詩。（2016年）

### 舞台
- クーランガッタ・スクランブル（2000年）

### CM
- 大一商会 「CR ENTER THE MATRIX ～電車篇」（2009年）
- NTTドコモ 「キッズ割 「コドモダケ大行進」篇」（2012年）
- NHK 突撃!アッとホーム 番宣CM（2014年）
- 代々木ゼミナール 「2014冬 この国に受験生がいる限り篇」（2014年）
- トヨタ自動車 「G's Baseball Party」（2015年）※WEB CM
- PERSOL 「パ・リーグ全員野球篇」（2018年）
- エバラ食品工業 「プチッとごはんズ ごはんがある人篇」（2018年）

### PV
- Myeahns 「デッカバンド」（2016年）

### DVD
- 着信アリ メイキング（2004年）※撮影も担当

### スチール
- NTTドコモ 「ドコモショップ アフターサービス」（2011年）

### その他
- ごっこ（2018年） - 企画プロデューサー